# Peter Koelewijn
Peter Koelewijn est un chanteur de rock néerlandais né le 29 décembre 1940 à Eindhoven.
Également parolier et producteur, il est célèbre grâce à la chanson Kom van dat dak af de 1960.